# Florian Scheiber
Florian Scheiber (ur. 17 maja 1987 w Innsbrucku) – austriacki narciarz alpejski, dwukrotny medalista mistrzostw świata juniorów.

## Kariera
Po raz pierwszy na arenie międzynarodowej Florian Scheiber zaprezentował się 17 grudnia 2002 roku podczas zawodów FIS Race w austriackim Schruns. Został wtedy zdyskwalifikowany po pierwszym przejeździe w slalomie. W 2004 roku wystartował na mistrzostwach świata juniorów w Mariborze, gdzie jego najlepszym wynikiem było 26. miejsce w gigancie. Największe sukcesy w tej kategorii wiekowej osiągnął jednak podczas mistrzostw świata juniorów w Bardonecchia w 2005 roku, gdzie wywalczył srebrny medal w gigancie oraz brązowy w kombinacji. Był także dziewiąty w zjeździe na mistrzostwach świata juniorów w Québecu w 2006 roku.
W Pucharze Świata zadebiutował 21 lutego 2009 roku w Sestriere, gdzie nie ukończył rywalizacji w gigancie. Pierwsze pucharowe punkty zdobył nieco ponad dziewięć miesięcy później, 29 listopada 2009 roku w kanadyjskim Lake Louise, zajmując 28. pozycję w supergigancie. W klasyfikacji generalnej sezonu 2009/2010 zajął ostatecznie 147. miejsce. Scheiber startuje także w zawodach Pucharu Europy, gdzie osiągnął większe sukcesy. Był najlepszy w klasyfikacji generalnej sezonów 2008/2009 i 2011/2012, a w sezonie 2007/2008 był trzeci. Ponadto w sezonie 2011/2012 był pierwszy także w klasyfikacji supergiganta.

## Osiągnięcia

### Mistrzostwa świata juniorów
| Miejsce | Dzień     | Rok  | Miejscowość  | Konkurencja | Czas biegu  | Strata    | Zwycięzca            |
| ------- | --------- | ---- | ------------ | ----------- | ----------- | --------- | -------------------- |
| 39.     | 10 lutego | 2004 | Maribor      | Zjazd       | 1:09.61 min | +2.04 s   | Romed Baumann        |
| DNF1    | 12 lutego | 2004 | Maribor      | Supergigant | 1:17.49 min | –         | Hans Olsson          |
| 26.     | 13 lutego | 2004 | Maribor      | Gigant      | 2:17.40 min | +3.78 s   | Jeffrey Harrison     |
| DNF1    | 14 lutego | 2004 | Maribor      | Slalom      | 1:33.33 min | –         | Raphael Fässler      |
| 12.     | 23 lutego | 2005 | Bardonecchia | Zjazd       | 1:25.58 min | +1.56 s   | Rok Perko            |
| 12.     | 24 lutego | 2005 | Bardonecchia | Slalom      | 1:24.10 min | +2.38 s   | Filip Trejbal        |
| 21.     | 26 lutego | 2005 | Bardonecchia | Supergigant | 1:25.20 min | +1.30 s   | Michael Gmeiner      |
| 2.      | 27 lutego | 2005 | Bardonecchia | Gigant      | 2:10.28 min | +0.27 s   | Michael Gmeiner      |
| 3.      | 27 lutego | 2005 | Bardonecchia | Kombinacja  | 37.53 pkt   | +5.31 pkt | Tim Jitloff          |
| 9.      | 2 marca   | 2006 | Québec       | Zjazd       | 1:27.26 min | +1.11 s   | Christopher Beckmann |
| 10.     | 4 marca   | 2006 | Québec       | Supergigant | 1:11.81 min | +0.68 s   | Michael Sablatnik    |
| 13.     | 5 marca   | 2006 | Québec       | Slalom      | 1:32.98 min | +2.68 s   | Mikkel Bjørge        |
| DNF1    | 6 marca   | 2006 | Québec       | Gigant      | 2:20.50 min | –         | Stefan Guay          |
| DNF     | 6 marca   | 2007 | Altenmarkt   | Zjazd       | 1:38.41 min | –         | Beat Feuz            |
| 19.     | 8 marca   | 2007 | Altenmarkt   | Supergigant | 1:07.77 min | +2.03 s   | Beat Feuz            |
| 12.     | 9 marca   | 2007 | Altenmarkt   | Gigant      | 2:14.01 min | +2.34 s   | Marcel Hirscher      |
| DNF2    | 20 marca  | 2007 | Altenmarkt   | Slalom      | 1:49.45 min | –         | Matic Skube          |

### Puchar Świata

#### Miejsca w klasyfikacji generalnej
- sezon 2009/2010: 147.
- sezon 2011/2012: 125.

#### Miejsca na podium w zawodach
Jak dotąd Scheiber nie stał na podium zawodów Pucharu Świata.